# Hard Candy (album av Madonna)
Hard Candy är det elfte studioalbumet av den amerikanska popartisten Madonna, utgivet den 19 april 2008 på Warner Bros. Records. Detta var hennes sista studioalbum på bolaget Warner Bros, dock släpptes samlingsalbumet Celebration på Warner Bros 2009.

## Hard Candy på listorna
Under den första releasedagen i Nederländerna sålde albumet över 60 000 kopior, vilket innebar ett platina-certifikat. I Finland såldes över 15 000 ex vilket gav ett guldcertifikat. Efter två dagar hade albumet nått nummer 1 på den franska albumlistan. I Japan sålde "Hard Candy" i 9 387 ex den första dagen.
Enligt "Nielsen SoundScan" sålde Hard Candy 100 000 kopior under den första dagen i USA.

### Certifikat
| Land                | Topp- placering | Certifikat | Antal sålda |
| ------------------- | --------------- | ---------- | ----------- |
| Argentina           | 4               | —          | —           |
| Australien          | 1               | Guld       | 35 000      |
| Belgien (Flanders)  | 2               | —          | —           |
| Belgien (Vallonien) | 2               | —          | —           |
| Brasilien           | 3               | —          | —           |
| Finland             | 1               | Guld       | 15 000+     |
| Frankrike           | 1               | —          | 75 124      |
| Irland              | 1               | —          | —           |
| Italien             | 1               | —          | —           |
| Nya Zeeland         | 5               | —          | —           |
| Nederländerna       | 1               | Platinum   | 60 000+     |
| Polen               | 1               | Guld       | 10 000+     |
| Sverige             | 1               | Guld       | 20 000+     |
| Storbritannien      | 1               | Guld       | 120 000+    |
| Taiwan              | 1               | —          | 3 000;      |
| USA                 | 1               | -          | 280 000+    |

## Låtförteckning
1. "Candy Shop" (Madonna, Pharrell Williams) – 4:15
2. "4 Minutes" (featuring Justin Timberlake) (Madonna, Timothy Mosley, Nate Hills, Justin Timberlake) – 4:04
3. "Give It 2 Me" (Madonna, Williams) – 4:47
4. "Heartbeat" (Madonna, Williams) – 4:03
5. "Miles Away" (Madonna, Mosley, Hills, Timberlake) – 4:48
6. "She's Not Me" (Madonna, Williams) – 6:04
7. "Incredible" (Madonna, Williams) – 6:19
8. "Beat Goes On" (featuring Kanye West) (Madonna, Williams, Kanye West) – 4:26
9. "Dance 2night" (Madonna, Mosley, Hannon Lane, Timberlake) – 5:03
10. "Spanish Lesson" (Madonna, Williams) – 3:37
11. "Devil Wouldn't Recognize You" (Madonna, Joe Henry, Mosley, Hills, Timberlake) – 5:09
12. "Voices" (Madonna, Mosley, Hills, Lane, Timberlake) – 3:39

### Bonusspår
Special Edition CD
1. "4 Minutes (Tracy Young House Mix Edit)"
2. "4 Minutes (Rebirth Anthem Mix Edit)"

Japanska utgåvan
1. "Ring My Bell"

iTunes deluxeversion
1. "Ring My Bell"
2. "4 Minutes (Peter Saves New York Edit)" 1
3. "4 Minutes (Junkie XL Remix Edit)"
4. "Give It 2 Me (Paul Oakenfold Edit)"

## Singlar
Den första singeln till albumet var 4 Minutes ft. Justin Timberlake. Låten nådde nummer ett på singellistan i sexton länder, bland andra Nederländerna, Tyskland, Kanada, England, Australien, Danmark, Italien, Norge, Finland och Schweiz. Den nådde topp tre i Sverige, USA och Frankrike.
Nästa singel, "Give It 2 Me" släpptes i juli 2008.
Sista singeln från albumet blev "Miles Away" i november 2008.